# 琉球リカちゃん
琉球リカちゃん（りゅうきゅうリカちゃん）は、玩具メーカータカラが発売するリカちゃんのうち、1999年に沖縄限定モデルとして発売されたご当地リカちゃん。リカちゃんのご当地バージョンとしては初めて発売されたモデルである。 

## 琉球リカちゃん
1998年、沖縄県の玩具店バナナフレーバース（2012年8月31日閉店）が「沖縄の新しいお土産物を」と企画した試作品が地元新聞社の記事に掲載されたところ、ジェイティービー沖縄から市販化を持ちかけられ、那覇空港新国内線ターミナル開業記念として1999年5月に発売された。
市販バージョンはパート1、パート2の2種が存在するが、パート1の公式発売以前に、試作品として作られたプロトタイプが1998年に10体発売されている。パート1、パート2のベースは「中学生リカちゃん」が使用され、リップカラーは当時流行していた資生堂の口紅「ピエヌ」の色番で特注された。
衣装である沖縄県の伝統的な紅型と花笠は、沖縄県在住の熟練琉球人形職人の手により製作され、福島県のリカちゃんキャッスル（旧：タカラ福島工場）に送られて人形の素体に着せられ、再び沖縄県に送られてジェイティービー沖縄から販売された。一般の玩具店では発売されず、バナナフレーバースとジェイティービー沖縄、一部の土産物店でのみの販売だった。
市販バージョンのパート1、パート2の企画・構成をバナナフレーバースが担当し、ジェイティービー沖縄がタカラ（現：タカラトミー）への渉外交渉を担当した。当時、土産物としてのキャラクター玩具の企画・販売は例がなく、メーカーや販売店への交渉は難航した。また衣装の紅型と花笠を制作する沖縄県の琉球人形職人達が高齢のため、衣装の生産が遅れた点が製品発売までのプロセスの中で最も困難だったと担当者が語っている。
また、パート2には沖縄県の伝統楽器である四つ竹が付属するが、これは当時のジェイティービー沖縄の担当者とその妻が自宅で5,000セット製作したものをタカラに納品して商品に同梱された。
流行の絶頂だったドールブームの追い風もあり、発売後すぐに完売となり、衣装や付属品、箱や髪型などが異なるパート2がリリースされた。当時ご当地限定玩具はまだ市場になく、土産物店への理解が得られなかったが、琉球リカちゃんの爆発的なヒットを受けて日本各地でご当地リカちゃんが発売されることになった。
また、琉球リカちゃん人形（リカちゃんサイズの1/6ドール）とは別に、姉妹品の琉球リカちゃんキーホルダーやストラップも追って発売され、これは35万個も売れるメガヒットとなった。のちに「エイサーリカちゃん」などの亜種もリリースされた。
その後、東京おもちゃショーのタカラのブースではご当地リカちゃんの展示が定番化された。現在までに北海道から九州、沖縄まで数十種類のご当地リカちゃん（主にリカちゃんキーホルダー）が日本全国各地で発売されている。

## サミットリカちゃん
2000年に沖縄県名護市で開催された第26回主要国首脳会議（沖縄サミット）では、各国首脳や一部の海外の記者へ記念品として「琉球リカちゃん」の亜種である「サミットリカちゃん」が贈られた。なお「サミットリカちゃん」はバナナフレーバースの企画商品ではなく、外務省がタカラに発注したモデルである。「サミットリカちゃん」の付属品には「外務省 大臣官房 国際広報室 室長補佐 香山リカ」という名刺があった。
のちにタカラの公式ウェブサイトで少量が限定販売されるが、沖縄サミットで贈呈されたバージョンとは付属品の仕様が異なるのと、外箱として「九州・沖縄サミット リカちゃん」という印字の入った段ボール箱に入っている。
2017年に全国開催された「誕生50周年 リカちゃん展」では、「サミットリカちゃん」が外務省職員という肩書きの名刺と共に特別展示された。

## 商品バリエーション
- 琉球リカちゃん パート1（5000体限定）1999年春 発売
- 琉球リカちゃん パート2（5000体限定）1999年秋 発売
- サミットリカちゃん（生産数非公開）2000年発売
- 琉球リカちゃん キーホルダー
  - 琉球リカちゃん キーホルダーには、紅型＋花笠の琉装とは別に、エイサーの衣装を来たものも存在する。
- 琉球リカちゃん ストラップ